# Flor Vandekerckhove
Flor Vandekerckhove (Oostende, 12 februari 1949) is een Vlaamse schrijver.

## Levensloop

### Vroege jaren
Vandekerckhove groeide op in Bredene. In 1968, in Gent, gingen voor Flor de deuren open. “‘De macht’ werd er in vraag gesteld en dat heeft ertoe geleid dat de vraag naar rechtvaardiging van macht en gezag een belangrijke plaats in mijn leven ging innemen.”
Afgestudeerd aan een hogeschool werd hij kaderlid – leidinggevend op de afdeling publiciteit – bij een Vlaamse KMO. Algauw ervaarde Flor dit als ‘vervreemding’ en doorworstelde hij een ‘existentiële crisis’, waaruit hij ontsnapte door zich aan te sluiten bij de RAL. In 1988, op 38-jarige leeftijd, liet Flor Vandekerckhove alles achter om uitgever van Het Visserijblad te worden. Hij was redacteur-uitgever van Het Visserijblad van 1988 tot 2013. 

### Literaire tijd
Het literaire werk van Flor Vandekerckhove vangt aan met de publicatie van het verhaal De gouden duif in het tijdschrift De Brakke Hond. Kort na dit debuut verscheen in 1991 de verhalenbundel De smaak van zeewater waarin vooral het thema van de vervreemding en zijn verleden als werkzoekende en zoekende schrijver centraal staan. Met Het kasteel (1992) en De trein (1993) zette de auteur een volgende stap in zijn schrijversloopbaan. Hij bleef schrijven vanuit een positie als ‘mislukt schrijver’ en leverde in deze periode werk dat expressionistisch van aard is. Het symbolisme dat in De trein vervat zit, evolueert naar een eerste vorm van surrealisme in De poldergeesten van Bredene (2005), waarin nog steeds de alcoholverslaafde schrijver aan bod komt, maar ook de grens tussen droom en werkelijkheid op het einde verkend wordt.
In de tussenliggende periode verschenen essays en pamfletten in verband met de visserij, zoals Zout op je Huid (1993), De vissers zijn de negers van de stad. Een pamflet over de maatschappelijke situatie van de Oostendse vissers (1994), Er zijn grenzen (1995), Dekt de vlag de lading niet (1999), de bundel essays en pamfletten Polemist ter zeevisserij (2002), Brieven aan een jonge journalist (2006), Alles is in beweging (2010). In 1994 was ook de reportage Kleine Scheepswerf, Grote Staking. Een dagboek rond de staking op de Oostendse APS-scheepswerf in 1993-'94 in boekvorm verschenen.
In die periode schreef hij ook voor toneel: ‘Naar de kloten’ (1995), ‘Pretpark KustCenter’ (1997), ‘Hoe de Vliegende Hollander Amerika ontdekte en al de rest’ (1998), die gebundeld werden uitgegeven als In weer en wind: drie toneelstukken van aan zee in 1998. Femme fatale werd op toneel gebracht in 2000, Allo Auto in 2002 en in 2003 volgde het scenario Naar IJsland.
In 2010 verscheen bij uitgeverij De lachende visch de bundel Weinig stichtelijke kerstverhalen, creatief literair werk, fictie met een persoonlijke ervaring als achtergrond. Hierin worden zowel eerdere als nieuwe verhaalelementen gegroepeerd rond het kerstgebeuren.
Kort daarna verscheen, in het vooruitzicht van zijn pensionering, wat we tot op vandaag zijn magnum opus kunnen noemen, de roman Amandine (2012), waarin zijn documentaire kennis van de geschiedenis van de visserij, zijn ervaring met de teloorgang van de Belgische visserij, in het bijzonder de IJslandvisserij en de emancipatie van de jeugd met de revolte van mei 1968 verwerkt worden tot een roman.
Na 2013 wordt z’n onderwerp ‘de verdwijnende wereld van een babyboomer en soixante-huitard.’ Zijn voorkeurgenre wordt het extra korte verhaal en zijn publiek zoekt hij uitsluitend bij internetlezers die hij dagelijks via zijn blog (De Laatste Vuurtorenwachter, ISSN 3041-6442) benadert en met boeken die hij uitsluitend digitaal publiceert en verspreidt. 
In 2014 verscheen het autobiografische Gauw! als eerste e-boek, bij uitgeverij De Lachende Visch, gratis te bekomen bij ‘De Weggeefwinkel’. Kort daarna volgden meerdere e-boeken, zoals Zeer kort. 20 verhalen, De X-files van Bredene, ’t Kan wreed waaien op de kaaien, Het huis (een super korte allegorie), waarin de auteur experimenteert met de vorm (drabbles, verhalen van exact 100 woorden) en de inhoud evolueert naar een ‘surrealisme light’.
In 2020 publiceerde Flor Vandekerckhove een eerste dichtbundel. Die omvat eerder dichtwerk, vertalingen en een aantal epische gedichten in kwatrijnen.
Deze gedichten lopen parallel met blogs zoals deze gepubliceerd worden op zijn blog ‘De laatste vuurtorenwachter', alsook declamatie/publicatie van deze teksten met beelden op YouTube
Flor bleef met de vorm experimenteren. 2021 werd voor hem het jaar van het provovers, 2022 dat van het driezinnenverhaal, 2023 dat van de poëtische oneliner.

### Secundaire bibliografie
- Driesmans, Ronny, De vissers leren mij wat vrijheid is, in Het Laatste Nieuws, Kustkrant, 4 juli 1993, p.34
- De Coninck Douglas & Ayfer Erkul, Het foert-gevoel, in De Morgen 11 juni 1996, p.21
- Devriendt, Danny, Flor Vandekerckhove, De vissers in Constant Permeke en Arno. in Le Grand Boulevard, herfst 1999, p.36
- Fontaine, Edwin, Altijd die eeuwige strijd, in Magazine Steps, mei 2006, p. 22
- Sertyn, Pascal, De IJslandvaarders van Oostende. Flor Vandekerckhove schrijft roman over Oostendse vissersgemeenschap, in De Standaard, 15 december 2012, p.64, 65.
- Loy Marc, Onder vier ogen. Flor Vandekerckhove schrijft roman over de op- en neergang van de Oostendse visserij. ‘Wat op zee gebeurt, blijft op zee’ in de Krant van West-Vlaanderen, 28 december 2012, p.23
- Vanden Berghe, Bert, Flor Vandekerckhove: Romantiek van de zee zal altijd in ons DNA zitten, in de Krant van West-Vlaanderen, 8 januari 2016, p. 4
- Loy, Marc, ‘Flor Vandekerckhove is sinds 1988 literair aan de slag’, met als quote: ‘Ik schrijf elke dag, dat maakt me gelukkig’, in: De Zeewacht, 7 februari 2020, p.10.
- Pennynck, Stefaan, De man die sneller schijt dan zijn schaduw. Een essay over de recente gedichtenbundel van Flor Vandekerckhove, in: De Plate, september, 2020, pp. 173-174
- Pennynck, Stefaan, De man die sneller schijt dan zijn schaduw, in: Het Visserijblad, editie 2020,s.p
- Vanhoutte, Lieven, De laatste vuurtorenwachter. In Vrijzinnig Tijdschrift Zoeklicht. Jaargang 46, 2021, nr 6. pp. 18-19
- Crabeels, Daniël, De lange weg naar de vuurtoren
- Vervarcke, Kathelijn, Honderd flarden uit het leven (omtrent 'Honderd titelloze eenparagraafverhalen')
- Lotens, Walter, Over de tegendraadse signalen van een laatste vuurtorenwachter. In Uitpers, 8 mei 2022. [4]
- Pennynck, Stefaan,  Ik kon alleen nog maar schrijver worden. Het literair werk van Flor Vandekerckhove, in: Jaarwerk MMXXII, Vereniging van West-Vlaamse Schrijvers (VWS), Scriptomanen, 2022, pp. 53-72, ill.
- Loy, Marc, Laatste vuurtorenwachter zet jeugd op muziek, in: KW De Zeewacht, 03 februari 2023, p. 17

### Onderscheidingen
- 2014: Vuurpijl Perskring Oostende [5]
- 2021: Prijs Cultuurraad Bredene [6]